# ساب 91 سفير
ساب 91 سفير  (بالإنجليزية: Saab 91 Safir)‏ هي طائرة تدريب، بمحرك واحد. أنتجت في 1946 بالسويد. من صناعة شركة ساب للطائرات. كان أول طيران لها في 20 نوفمبر 1945. صنع منها 323 طائرة.